# Kärppäpää
Kärppäpää är en kulle i Finland.   Den ligger i den ekonomiska regionen Norra Lappland och landskapet Lappland, i den norra delen av landet, 900 km norr om huvudstaden Helsingfors. Toppen på Kärppäpää är 565 meter över havet, eller 87 meter över den omgivande terrängen. Bredden vid basen är 2,1 km.
Terrängen runt Kärppäpää är kuperad åt nordost, men åt sydväst är den platt.  Trakten runt Kärppäpää är nära nog obefolkad, med mindre än två invånare per kvadratkilometer. Det finns inga samhällen i närheten. 